# Cache Array Routing Protocol
O Protocolo de Encaminhamento de Armazenamento de Cache (CARP) é usado em pedidos de HTTP de balanceamento de carga em vários servidores de cache de proxy. Ele funciona gerando um hash para cada URL solicitado. Um hash diferente é gerado para cada URL e dividindo o namespace do hash em partes iguais (ou partes desiguais se a carga desigual for escolhida) o número total de pedidos pode ser distribuído a vários servidores.